# Roberta Cowell
Roberta Elizabeth Marshall Cowell (née le 8 avril 1918 et morte le 11 octobre 2011) est une pilote de course et pilote de chasse de la Seconde Guerre mondiale. Elle est la première femme trans britannique connue à subir une chirurgie de réassignation sexuelle.

## Jeunesse

### Parents
Roberta Cowell est née Robert Marshall Cowell, l'un des trois enfants du major-général Sir Ernest Marshall Cowell KBE CB (1886-1971) et Dorothy Elizabeth Miller (1886-1962).
Sir Ernest était un éminent chirurgien qui a servi dans la Royal Army Medical Corps pendant la Première Guerre mondiale et est devenu un chirurgien à l'infirmerie générale de Croydon entre les guerres. Au cours de la Seconde Guerre Mondiale, il a de nouveau servi dans l'armée et a été le directeur des services médicaux pour les forces alliées en Afrique du Nord de 1942 à 1944. En 1944, il a été fait chirurgien d'honneur du roi George VI. Après la guerre, il était officier médical public pour le haut commissariat allié (le corps allié qui a gouverné l'Allemagne occupée après la guerre).

### Études
Roberta Cowell a fréquenté Whitgift School (en), une école publique de Croydon. Elle était gauchère, mais les enseignants l'ont forcée à apprendre à écrire de la main droite. Elle était aussi un membre fervent du Motor Club de l'école avec John Cunningham qui allait plus tard être célèbre un as de chasse de nuit de la RAF et un pilote d'essai.
Vers la fin de ses jours d'école, elle a visité la Belgique, l'Allemagne et l'Autriche avec un ami d'école. À l'époque, ses passe-temps étaient la photographie et le cinéma. Elle a d'ailleurs été brièvement arrêtée en Allemagne pour avoir filmé un groupe de forage des Nazis. Elle obtient sa libération, en acceptant de détruire le film, mais l'a substitué par de la pellicule inutilisée et a conservé l'original.

### Ingénierie
Cowell a quitté l'école à l'âge de 16 ans pour rejoindre General Aircraft Limited en tant qu'apprenti ingénieur en aéronautique, mais a rapidement rejoint la Royal Air Force en devenant officier pilote sur probation le 4 août 1936. Cowell a commencé la formation de pilote, mais a été congédiée en raison de maladie de l'air.
En 1936, Cowell a commencé des études d'ingénieur à l'University College de Londres. Toujours cette année-là, elle a commencé la course automobile, remportant sa classe au Land's End Speed Trial dans un Riley. Elle a acquis une première expérience du sport en se faufilant dans la zone où les voitures étaient réparées sur le circuit de course de Brooklands en portant des combinaisons de mécanicien et en offrant de l'aide à tout conducteur ou mécanicien qui l'acceptait. En 1939, elle possédait trois voitures et avait participé au Grand Prix d'Anvers.

### Mariage
En juin 1941, Cowell a épousé Diane Margaret Zelme Carpenter (1917-2006), qui a également étudié l'ingénierie et était passionnée de course automobile. Deux enfants naquirent de ce mariage : Ann (née en 1942) et Diana (née en 1944).

## Seconde Guerre mondiale

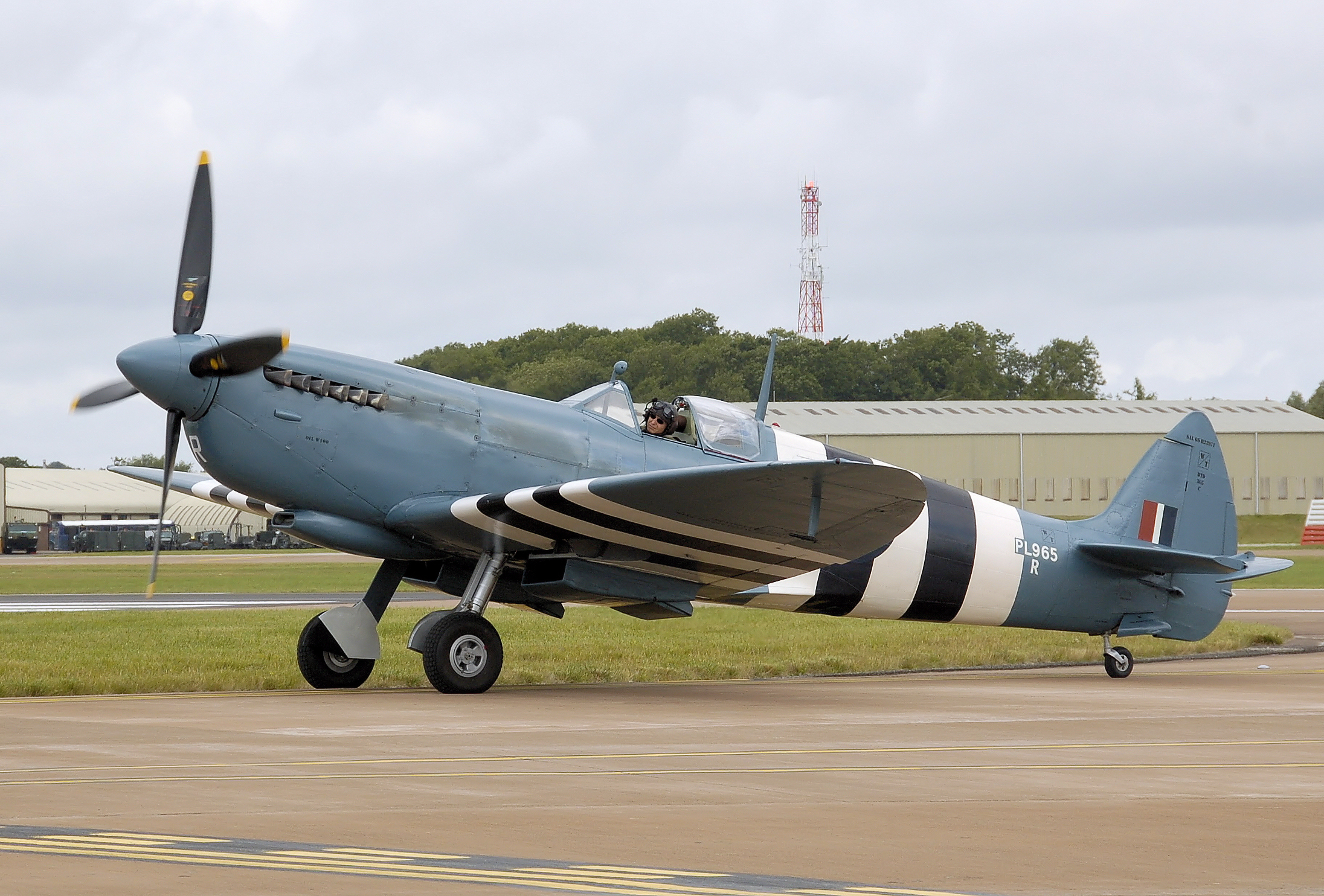
Un Spitfire préservé, photo-reconnaissance PR. XI (2008).

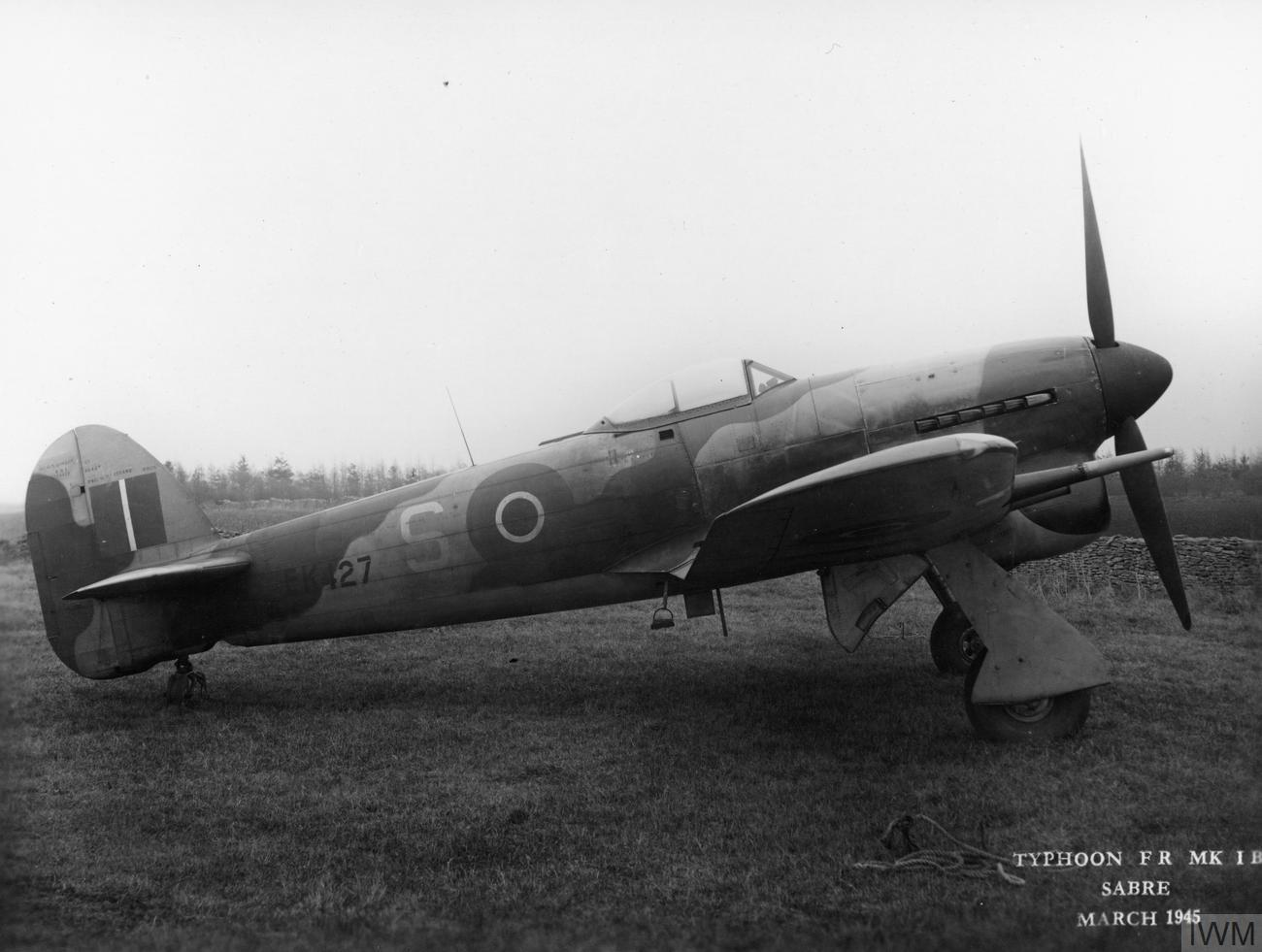
Hawker Typhoon FR IB, numéro EK427 ; cet avion a été piloté par le 4e Escadron (mars 1945).

### Mobilisation
Le 28 décembre 1940, Cowell est nommée officier dans la Royal Army Service Corps (en) avec le grade de sous-lieutenant. Cowell a servi en Islande avant d'être transférée de l'Armée à la RAF le 24 janvier 1942 avec le grade d'officier pilote (temporaire). Elle avait obtenu une licence de pilote privé avant la guerre et a terminé l'entraînement de vol à la RAF de Ansty (en).
Cowell a servi une tournée avec un escadron de Spitfire de première ligne puis brièvement en tant qu'instructeur. En juin 1944, elle volait avec l'Escadron no 4 de la RAF (en), un escadron affecté à la reconnaissance aérienne. Au cours de la guerre, l'escadron avait piloté divers types d'avions, mais vers la mi-1944, pilotait le PR Spitfire XI, une version non armée avec un appareil photo du Supermarine Spitfire.

### 1erincident
Peu de temps avant le débarquement, le 4 juin 1944, elle a eu la chance de s'échapper lorsque le système d'oxygène de son Spitfire a mal fonctionné à 31 000 pieds (9 448,8 m) au-dessus de Fruges en France. Elle s'est évanouie mais l'avion a continué à voler seul pendant une heure au-dessus de la France occupée par les Allemands tout en étant soumis aux tirs antiaériens allemands. Elle a retrouvé sa semi-conscience à basse altitude et a pu rejoindre la base de l'escadrille à la RAF de Gatwick,.
En octobre 1944, le 4e Escadron était basé à Deurne en Belgique dans la banlieue d'Anvers. Son Spitfire a été complété par une allocation de Hawker Typhoon FR IBs, une reconnaissance photographique du chasseur-bombardier Hawker Typhoon.

### Capture
Le 18 novembre 1944, Cowell pilotait l'un des appareils d'une paire de Typhoon sur une sortie à basse altitude près de Bocholt en Allemagne. Au sud-est de Kessel, Cowell a attaqué des cibles au sol, mais le moteur de son avion s'est étouffé et son aile a été touchée par un tir antiaérien allemand. Cowell volait trop bas pour repartir et, à la place, larguait la verrière du cockpit et glissait son Typhoon avec succès vers un atterrissage accidentel non-mortel. Elle a pu contacter sa compagne par radio et confirmer qu'elle était indemne avant d'être capturée par les troupes allemandes.
Cowell a fait deux tentatives d'évasion, estimant que les chances de succès étaient plus grandes si la tentative était faite rapidement et proche de la ligne de front. Cependant, les tentatives ont échoué et elle a été amenée plus loin en Allemagne, passant plusieurs semaines en cellule d'isolement dans un centre d'interrogatoire pour les équipages alliés capturés, avant d'être transférée au camp de prisonniers de guerre Stalag Luft I (en).

### Captivité
Cowell est restée prisonnière pendant environ cinq mois, occupant le temps en enseignant l'ingénierie automobile à d'autres détenus. Dans sa biographie, elle décrit le comportement sexuel situationnel montré par certains des prisonniers alliés du camp, et son malaise à recevoir des avances de la part d'autres prisonniers. On lui a offert le rôle d'une femme dans une production théâtrale du camp, mais elle l'a refusé car elle craignait que cela donnerait l'impression d'être homosexuelle aux yeux des autres prisonniers. Vers la fin de la guerre, la nourriture est devenue rare dans le camp; Cowell a perdu 23 kg, et décrivit plus tard avoir tué les chats du camp et les avoir mangés crus à cause de la faim.

### Libération
En avril 1945, l'Armée rouge approchait. La première intention des allemands était d'évacuer le camp, mais les prisonniers ont refusé de partir. Après des négociations entre l'officier supérieur américain et le Kommandant, les Allemands qui gardaient le Stalag Luft l'ont abandonné et évacué vers l'ouest, laissant derrière eux les prisonniers. Le camp sans surveillance et sans défense fut atteint par l'Armée rouge dans la nuit du 30 avril 1945. Le personnel du Commonwealth fut rapatrié au Royaume-Uni environ deux semaines plus tard, entre le 12 et le 14 mai, par des avions des l'United States Army Air Forces,,.

## La vie après-guerre
Après sa démobilisation, Cowell se lança dans un certain nombre de projets commerciaux jusqu'à ce qu'en 1946, elle fonde une équipe de course automobile et participe à des compétitions à travers l'Europe, dont les Brighton Speed Trials (en) et le Grand Prix de Rouen-Les-Essarts.
Cependant, son autobiographie décrit franchement cela comme une période de grande détresse. Elle a également ressenti un flashback traumatisant en regardant le film Mon propre bourreau dans lequel le héros est abattu par un tir anti-aérien alors qu'il pilotait un Spitfire.
En 1948, Cowell se sépare de sa femme et, souffrant de dépression, elle cherche un des principaux psychiatres freudiens de l'époque, mais elle est insatisfaite de l'aide qu'il offre. Des séances avec un deuxième psychiatre freudien, décrit dans sa biographie seulement comme un homme écossais avec une approche moins orthodoxe de sa profession, ont graduellement révélées, dans ses propres mots, que son « inconscient était principalement féminin » et « un côté féminin de ma nature, que j'avais connu toute ma vie et sévèrement réprimé, était beaucoup plus fondamental et profondément enraciné que je l'avais supposé ».

## Transition
En 1950, Cowell prenait de fortes doses d'œstrogènes mais vivait encore en tant qu'homme. Elle avait fait la connaissance de Michael Dillon, un médecin qui fut le premier homme trans britannique, après avoir lu son livre de 1946 Self: A Study in Endocrinology and Ethics. Ce travail proposait que les individus aient le droit de changer de genre, d'avoir le type de corps qu'ils désiraient. Les deux ont développé une amitié étroite. Dillon a ensuite réalisé une orchidectomie inguinale sur Cowell. Le secret était nécessaire car la procédure était alors illégale au Royaume-Uni et aucun chirurgien n'accepterait de l'exécuter ouvertement.
Cowell s'est alors présentée à un gynécologue privé de Harley Street et a pu obtenir de lui un document indiquant qu'elle était intersexuée. Cela lui a permis d'avoir un nouveau certificat de naissance, avec son sexe enregistré changé en femme. Elle a eu une vaginoplastie le 15 mai 1951. L'opération a été réalisée par Sir Harold Gillies, considéré comme le père de la chirurgie plastique, avec l'aide du chirurgien américain Ralph Millard (en). Gillies avait effectué une phalloplastie sur Michael Dillon, mais la vaginoplastie était alors une procédure entièrement nouvelle, que Gillies n'avait effectuée expérimentalement que sur un cadavre.

## Plus tard dans la vie

### Coming out
En 1954, ses deux entreprises commerciales, une société d'ingénierie de voitures de course (Leacroft of Egham) et une entreprise de vêtements, avaient cessé leurs activités et son changement de sexe légal l'avait empêchée de poursuivre le Grand Prix.
Cependant, en mars 1954, la nouvelle de sa réaffectation sexuelle a été dévoilée, suscitant l'intérêt du public dans le monde entier. Au Royaume-Uni, son article a été publié dans le magazine Picture Post et elle a reçu environ 8 000 livres du magazine (équivalent à 200 000 livres sterling en 2016, ajusté en fonction de l'inflation).

### Accueil de sa Biographie
La biographie de Cowell a été publiée peu de temps après, ce qui lui a rapporté 1 500 £ (37,7 £).
Aux États-Unis, la sensation généralisée causée par les nouvelles de Christine Jorgensen en 1952 a fait connaître au public américain le concept du changement de sexe, et la presse a continué d'imprimer un flot continu d'articles sur d'autres personnes, surtout des femmes trans. Ces articles avaient tendance à confondre les concepts non liés d'orientation sexuelle et d'identité de genre, de sorte que la transidentité était devenue étroitement associée dans l'esprit du public avec l'homosexualité masculine (très tabou au cours de cette période) et à l'effémination des hommes.
L'histoire de Cowell a par conséquent semblé confuse car elle a perturbé ce récit. Son mariage, son éducation des enfants, son service militaire, ses combats en temps de guerre et son association avec la course automobile ont été perçus pendant cette période comme de forts marqueurs de la masculinité hétérosexuelle ; ces aspects de sa vie ont été décrits à plusieurs reprises dans des articles de presse.

### Difficultés financières
Elle a continué à être active dans la course automobile et a attiré une certaine publicité pour avoir remporté la Course de côte de Shelsley Walsh de 1957. En novembre 1958, elle acquiert un ex-RAF de Havilland Mosquito (numéro TK-655, immatriculation civile G-AOSS). Son intention était d'utiliser l'avion pour un vol record sur l'Atlantique Sud. Cependant, le projet a échoué en raison d'un manque de moteurs appropriés et en 1958 elle fait faillite avec des dettes totalisant 12 580 £ (270 £). En 1959, le G-AOSS est une épave hulk et ses restes ont été démolis dans les années 1960.
Ses difficultés financières ont continué, car elle avait des difficultés à obtenir un emploi. Dans les dernières années, elle a été perdue de vue par le public. Cependant, elle était encore une figure active dans la course automobile britannique dans les années 1970. Elle a également continué à voler et à cette époque, avait enregistré plus de 1 600 heures en tant que pilote.

### Commentaires sur sa transition
Un bref entretien avec le journaliste du Sunday Times, Michael Bateman, parut en mars 1972, alors qu'elle travaillait sur une deuxième biographie (non publiée). Dans l'interview, elle a déclaré qu'elle était une personne intersexuée avec l'anomalie chromosomique Syndrome du mâle XX, et que cela avait justifié sa transition. Elle a aussi parlé en termes désobligeants des personnes avec des chromosomes XY qui ont également subi une réaffectation sexuelle de sexe masculin à féminin, en disant : « Les gens qui m'ont suivi ont souvent été ceux avec des chromosomes masculins, XY. Des gens normaux se sont changés en monstres par le biais de l'opération ».

### Fin de vie
Dans les années 1990, Mme Cowell a emménagé dans un logement protégé à Hampton à Londres, bien qu'elle ait continué de posséder et de conduire de grandes voitures puissantes. Elle est morte le 11 octobre 2011. Ses funérailles ont été suivies par seulement six personnes et (sur ses instructions) n'ont pas été divulguées – sa mort n'a été annoncée publiquement que deux ans plus tard, lorsque son profil a été publié dans le journal The Independant en octobre 2013.